# Harald zur Hausen
Harald zur Hausen (Gelsenkirchen-Buer, 11 maart 1936 – Heidelberg, 28 mei 2023) was een Duitse arts en viroloog. Hij kreeg de Nobelprijs voor de Fysiologie of Geneeskunde van 2008 voor zijn ontdekking van humane papillomavirussen (HPV) die baarmoederhalskanker kunnen veroorzaken. De Nobelprijs moest hij delen met de Franse virologen Françoise Barré-Sinoussi en Luc Montagnier voor hun ontdekking van het menselijk immuundeficiëntievirus (hiv).

## Biografie
Zur Hausen studeerde geneeskunde aan de universiteiten van Bonn, Hamburg en Düsseldorf waar hij in 1960 zijn medische graad behaalde. Na twee jaar gewerkt te hebben als medisch assistent ging hij als onderzoeker werken bij het Instituut voor Microbiologie aan de Heinrich Heine-Universiteit te Düsseldorf.
Vanaf 1966 was hij werkzaam op het viruslaboratorium van het kinderziekenhuis van Philadelphia (onder de Duitse biologen Werner en Gertrude Henle) Later was hij ook docent virologie aan de Universiteit van Pennsylvania, waarna hij in 1969 terugkeerde naar Duitsland. Achtereenvolgens was hij hoogleraar virologie aan de Julius Maximilians-Universiteit in Würzburg (1969-1972), de Friedrich-Alexander-Universität Erlangen-Nürnberg (1972-1977) en de Universiteit van Freiburg (1977-1983). Het laatste deel van zijn carrière was hij wetenschappelijk directeur van het Duitse Kankeronderzoekscentrum in Heidelberg. Daarnaast was hij hoofdredacteur van het International Journal of Cancer.
Zur Hausen overleed op 87-jarige leeftijd.

## Werk
Begin jaren 1970 vermoedde Zur Hausen dat vrouwen die besmet waren met genitale wratten een verhoogde kans hadden op baarmoederhalskanker. Genitale wratten ontstaan door (seksuele) besmetting met het humane papillomavirus (HPV) en als zijn theorie juist was zouden fragmenten van het virus-DNA terug te vinden zijn in de tumorcellen. Zijn hypothese publiceerde hij in het vakblad Cancer Research. Onderzoek naar welk virustype hiervoor verantwoordelijk was bleek niet eenvoudig, maar na meer dan tien jaar slaagde Zur Hausen in zijn opzet. In 1983 respectievelijk 1984 vond en identificeerde hij de belangrijkste genotypes van het virus, de types 16 en 18. Deze twee virustypes zijn verantwoordelijk voor 70% van het aantal gevallen van deze vorm van kanker.
Hoewel zijn bevindingen aanvankelijk met enige scepsis werd ontvangen door de medische wetenschap, leidde zijn onderzoeksresultaten tot de ontwikkeling van Gardasil, een vaccin tegen baarmoederhalskanker.
- Bibsys: 90933354
- Biblioteca Nacional de España: XX5065098
- Bibliothèque nationale de France: cb12279302x (data)
- CiNii: DA00595349
- Gemeinsame Normdatei: 121279731
- International Standard Name Identifier: 0000 0001 0920 6695
- Library of Congress Control Number: n80083202
- Nationale Bibliotheek van Letland: 000258358
- Nationale Bibliotheek van Tsjechië: mzk2005294787
- Nationale Bibliotheek van Israël: 987007435260505171
- Nationale Bibliotheek van Polen: a0000003135568
- Nederlandse Thesaurus van Auteursnamen: 068242530
- ORCID: 0000-0003-1103-0347
- Réseau des bibliothèques de Suisse occidentale: 02-A004003349
- LIBRIS: 319933
- Système universitaire de documentation: 031611699
- Virtual International Authority File: 84630562
- WorldCat: E39PBJbCM4vtV8j9VpDvjFfjG3

1901: Behring · 
1902: Ross · 
1903: Finsen · 
1904: Pavlov · 
1905: Koch · 
1906: Golgi, Ramón y Cajal · 
1907: Laveran · 
1908: Mechnikov, Ehrlich · 
1909: Kocher · 
1910: Kossel · 
1911: Gullstrand · 
1912: Carrel · 
1913: Richet ·
1914: Bárány · 
1919: Bordet · 
1920: Krogh · 
1922: Hill, Meyerhof · 
1923: Banting, Macleod · 
1924: Einthoven ·
1926: Fibiger · 
1927: Wagner-Jauregg · 
1928: Nicolle · 
1929: Eijkman, Hopkins · 
1930: Landsteiner · 
1931: Warburg · 
1932: Sherrington, Adrian · 
1933: Morgan · 
1934: Whipple, Minot, Murphy · 
1935: Spemann · 
1936: Dale, Loewi · 
1937: Szent-Györgyi · 
1938: Heymans · 
1939: Domagk · 
1943: Dam, Doisy · 
1944: Erlanger, Gasser · 
1945: Fleming, Chain, Florey · 
1946: Muller · 
1947: C. Cori, G. Cori, Houssay · 
1948: Müller · 
1949: Hess, Moniz · 
1950: Kendall, Reichstein, Hench · 
1951: Theiler · 
1952: Waksman · 
1953: Krebs,Lipmann ·
1954: Enders, Weller, Robbins · 
1955: Theorell · 
1956: Cournand, Forssmann, Richards · 
1957: Bovet · 
1958: Beadle, Tatum, Lederberg · 
1959: Ochoa, Kornberg · 
1960: Burnet, Medawar · 
1961: Békésy · 
1962: Crick, Watson, Wilkins · 
1963: Eccles, Hodgkin, Huxley · 
1964: Bloch, Lynen · 
1965: Jacob, Lwoff, Monod · 
1966: Rous, Huggins · 
1967: Granit, Hartline, Wald · 
1968: Holley, Khorana, Nirenberg · 
1969: Delbrück, Hershey, Luria · 
1970: Katz, Euler, Axelrod · 
1971: Sutherland · 
1972: Edelman, Porter · 
1973: Frisch, Lorenz, Tinbergen · 
1974: Claude, De Duve, Palade · 
1975: Baltimore, Dulbecco, Temin ·
1976: Blumberg, Gajdusek · 
1977: Guillemin, Schally, Yalow · 
1978: Arber, Nathans, Smith · 
1979: Cormack, Hounsfield · 
1980: Benacerraf, Dausset, Snell · 
1981: Sperry, Hubel, Wiesel · 
1982: Bergström, Samuelsson, Vane · 
1983: McClintock · 
1984: Jerne, Köhler, Milstein · 
1985: Brown, Goldstein · 
1986: Cohen, Levi-Montalcini · 
1987: Tonegawa · 
1988: Black, Elion, Hitchings · 
1989: Bishop, Varmus · 
1990: Murray, Thomas · 
1991: Neher, Sakmann · 
1992: Fischer, Krebs · 
1993: Roberts, Sharp · 
1994: Gilman, Rodbell · 
1995: Lewis, Nüsslein-Volhard, Wieschaus · 
1996: Doherty, Zinkernagel · 
1997: Prusiner · 
1998: Furchgott, Ignarro, Murad · 
1999: Blobel · 
2000: Carlsson, Greengard, Kandel ·
2001: Hartwell, Hunt, Nurse · 
2002: Brenner, Horvitz, Sulston · 
2003: Lauterbur, Mansfield · 
2004: Axel, Buck · 
2005: Marshall, Warren ·
2006: Fire, Mello ·
2007: Capecchi, Smithies, Evans ·
2008: Zur Hausen, Barré–Sinoussi, Montagnier ·
2009: Blackburn, Greider, Szostak ·
2010: Edwards ·
2011: Beutler, Hoffmann, Steinman ·
2012: Gurdon, Yamanaka ·
2013: Rothman, Schekman, Südhof ·
2014: O'Keefe, Moser, Moser ·
2015: Campbell, Omura, Tu ·
2016: Osumi ·
2017: Hall, Rosbash, Young ·
2018: Allison, Honjo ·
2019: Kaelin, Ratcliffe, Semenza ·
2020: Alter, Houghton, Rice ·
2021: Julius, Patapoutian ·
2022: Pääbo ·
2023: Karikó, Weissman ·
2024: Ambros, Ruvkun